# بنسون (مینه‌سوتا)
بنسون، مینه‌سوتا (به انگلیسی: Benson, Minnesota) یک شهر در ایالات متحده آمریکا است که در مینه‌سوتا واقع شده‌است.

## خصوصیات
بنسون ۷٫۸۲ کیلومترمربع مساحت و ۳٬۲۴۰ نفر جمعیت دارد و ۳۱۹ متر بالاتر از سطح دریا واقع شده‌است.